# Trinidad, Colorado
Trinidad är en stad (city) i Las Animas County, i delstaten Colorado, USA. Enligt United States Census Bureau har staden en folkmängd på 8 817 invånare (2011) och en landarea på 24 km². Trinidad är huvudort i Las Animas County.

## Kända personer från Trinidad
- Erskine Sanford, skådespelare